# Richard Kiepert

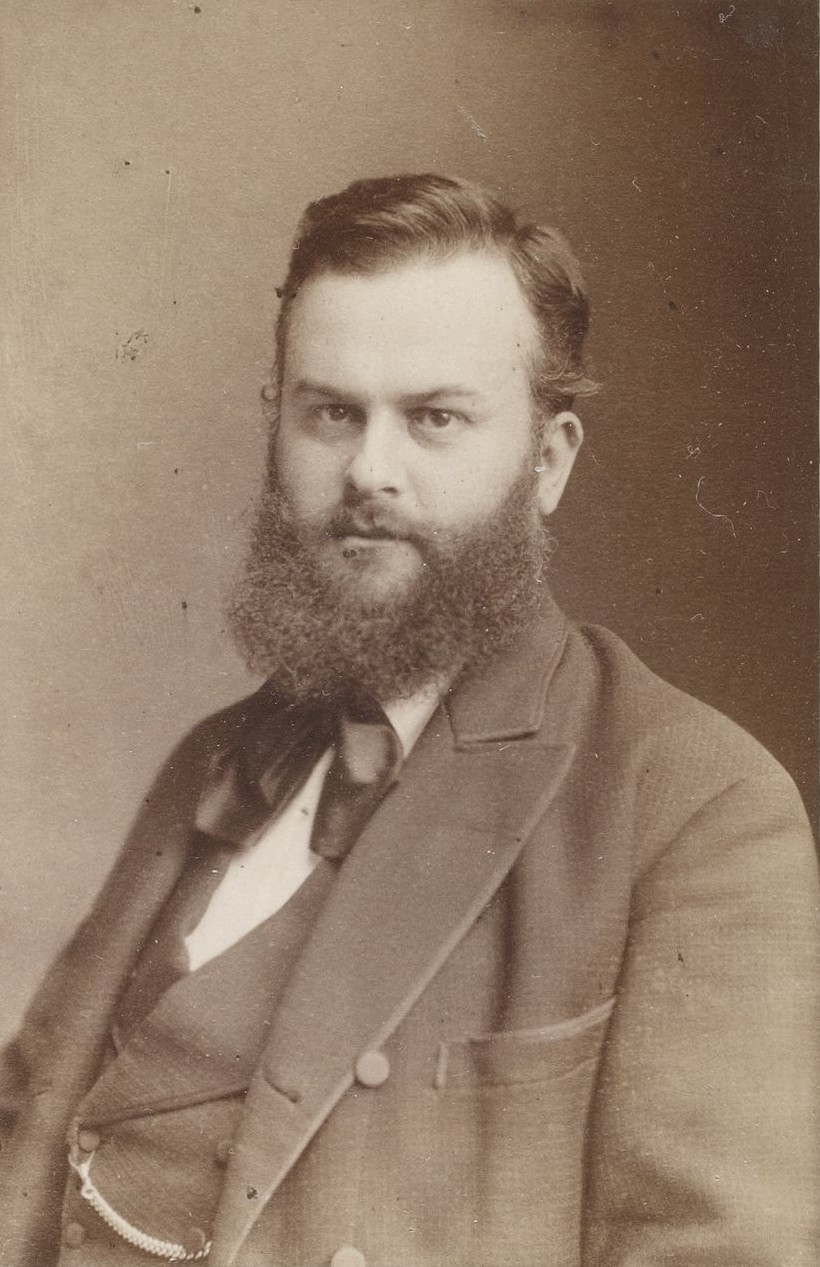
Richard Kiepert

Richard Kiepert, född 13 september 1846 i Weimar, död 4 augusti 1915 i Berlin, var en tysk kartritare och geograf. Han var son till geografen Heinrich Kiepert.
Kiepert har dels deltagit i sin faders arbeten, dels under eget namn utgivit ett antal kartor, bland annat en serie väggkartor (Wandschulatlas der Länder Europas, 1881, 20 kartor), en tysk koloniatlas (1893), en karta över Tyska Östafrika (15 blad, 1895) och 1902 en Karte von Kleinasien (24 blad, 1: 400 000), den största och innehållsrikaste över detta område vid hans tid.